# Tomasz Rakowski
Tomasz Kajetan Rakowski (ur. 1974) – polski uczony, doktor habilitowany, nauczyciel akademicki Uniwersytetu Warszawskiego, lekarz, etnolog, antropolog, kulturoznawca.

## Życiorys
Ukończył studia lekarskie. Został specjalistą medycyny ratunkowej. Uzyskał na UW stopień naukowy doktora (2007, promotor – Roch Sulima) oraz stopień doktora habilitowanego (2019). Został nauczycielem akademickim (adiunktem) w Instytucie Etnologii i Antropologii Kulturowej UW i współpracownikiem Instytutu Kultury Polskiej Uniwersytetu Warszawskiego.
Opublikował następujące prace: „Łowcy, zbieracze, praktycy niemocy. Etnografia człowieka zdegradowanego” (2009, otrzymał za nią w 2010 Nagrodę im. ks. Józefa Tischnera), „Humanistyka i dominacja. Oddolne doświadczenia społeczne w perspektywie zewnętrznych rozpoznań” (red. nauk., 2011) oraz „Etnografia, animacja, sztuka. Nierozpoznane wymiary rozwoju kulturalnego” (red. nauk., 2013). 
W 2019 został członkiem Rady Doskonałości Naukowej I kadencji w dyscyplinie nauki o kulturze i religii.
Pracuje jako lekarz specjalista medycyny ratunkowej w Szpitalnym Oddziale Ratunkowym Szpitala Bielańskiego w Warszawie.